# Malvas (distrito)
O Distrito peruano de Malvas é um dos cinco distritos que formam a Província de Huarmey, situada no Ancash, pertencente a Região Ancash, Peru.

## Transporte
O distrito de Malvas não é servido pelo sistema de estradas terrestres do Peru.